# 下市
下市（しもいち）は、岡山県赤磐市にある大字である。同市の市役所所在地であり、旧山陽町の町役場所在地。かつての赤坂郡下市村に相当する。
郵便番号は〒709-0816（備前瀬戸郵便局管区）。人口は772人（男性378人、女性394人）。世帯数は316世帯（2013年現在）。

## 概要
市の中南部に位置し、砂川を東西にまたがる。西大寺、津山間の主要地方道と岡山から牟佐を経て来た主要地方道が下市で連絡し、下市から可真を経て松木（熊山）に至る県道もあって交通の要衝を占め、一部は家並をつくっている。幹線道路周辺にはロードサイド型の大型店の進出も多い。
南方に山陽自動車道山陽インターチェンジも近い。

### 小・中学校の学区
公立の小・中学校に通学する場合、学区は次のように指定されているが、学校選択制度を導入しており、学区外であっても、一定条件を満たせば自宅から一番近い小中学校を選択し通学が可能である。
| 区域           | 小学校       | 中学校     |
| -------------- | ------------ | ---------- |
| 733番地4       | 山陽西小学校 | 高陽中学校 |
| 上記を除く全域 | 山陽小学校   | 高陽中学校 |

## 沿革

### 歴史
古代の赤坂郡鳥取郷の一部（同郡の高月郷の一部で同郷東部であったとする説もあり、詳細は分からない）にあたり、中世砂川沿いに設けられた市場の所在地。
江戸時代には、赤坂郡下市村と称し『吉備温故秘録』に、岡山出石町口迄3里11町、高543石1斗8升、田畑28町、4反4畝14歩、家数41軒、男女22人。
1875年（明治8年）、門前村を編入合併。同22年6月1日、赤坂郡下市・立川・長尾・河本・熊崎村が合併して同郡東高月村と称し、同村の大字下市となる。1900年（明治33年）4月、赤坂・磐梨両郡を統合して赤磐郡とする。1902年（明治35年）4月1日、同郡鳥取中、鳥取下の2村と合併して高陽村と称し、下市に村役場を置く。同村は1953年（昭和28年）3月1日、赤磐郡高月・西山の2村と合併して山陽町を新設、町役場は下市に置いた。
米、麦、かんしょ、ばれいしょ、大豆、モモ、ブドウ、柿を主要産物としたが、現在は米と果実類以外は衰退している。
2005年（平成17年）3月の合併により、赤磐市が誕生し、当地に市役所が置かれている。

### 地名の由来
当地を砂川が流れているが、その水運を利用し、川沿いに市場が設けられたことによる地名とされる。
北隣りには上市があるが、南北に二つの市場があったために上市・下市と呼び分けたものとみられる。

### 年表
| 年月日                   | 出来事 | 備考 |
| ------------------------ | --- | ---- |
| 1875年（明治8年）        | 赤坂郡門前村を編入合併。                                                                                   |      |
| 1889年（明治22年）6月1日 | 町村制施行により、赤坂郡下市・立川・長尾・河本・熊崎村が合併して同郡東高月村を新設。同村の大字下市となる。 |      |
| 1900年（明治33年）4月1日 | 赤坂郡・磐梨郡が統合されて赤磐郡となる。                                                                   |      |
| 1902年（明治35年）4月1日 | 赤磐郡東高月・鳥取中、鳥取下の3村が合併して同郡高陽村を新設。下市に役場を置く。                            |      |
| 1953年（昭和28年）3月1日 | 赤磐郡高陽・西山・高月の3村が合併して山陽町を新設。町役場を下市に置く。                                    |      |
| 2005年（平成17年）3月7日 | 赤磐郡山陽町・赤坂町・熊山町・吉井町が合併し、赤磐市を新設。下市の旧山陽町役場を市役所とする。             |      |

## 地勢
河川
- 砂川

## 主要施設
公的施設
- 赤磐市役所
- 赤磐市立中央図書館
- 赤磐市立山陽郷土資料館
- 赤磐警察署山陽交番
- 赤磐市高齢者生涯センター

医療・福祉施設
- 山陽いろは保育園
- 赤磐市山陽保健センター
- 赤磐医師会病院

郵便局
- 備前下市郵便局

金融機関
- 中国銀行

一般企業・商店
- 晴れの国岡山農業協同組合
  - 協同選果場
- 育苗センター
- エディオン
- 山陽マルナカ
- イズミゆめタウン
- スーパードラッグひまわり
- くすりのラブ
- みのる産業
- みのる化成
- みのるパーツセンター
- ディスカウントドラッグコスモス
- おかやまコープ
- ツタヤ
- 山陽やすらぎホール
- さくら祭典
- 赤磐山陽ホール
- 山陽青空市

その他
- 赤磐市シルバー人材センター
- 赤磐商工会

## 交通
- 岡山県道27号
- 岡山県道37号
- 岡山県道250号
- 岡山県道253号